# Anchisauridae
Die Anchisauridae ist eine Gruppe von sauropodomorphen Dinosauriern, die erstmals 1885 von Othniel Charles Marsh vorgeschlagen wurde. Diese Familie beinhaltet Anchisaurus und seine nächsten Verwandten; nach der jüngsten Definition schließt die Gruppe Anchisaurus und Ammosaurus mit ein. Beide Gattungen stammen aus dem Unterjura Nordamerikas.

## Gültigkeit, Definition und Forschungsgeschichte
Die Gültigkeit dieser Gruppe ist umstritten; in der aktuellen Fachliteratur wird sie nur gelegentlich verwendet. Paul Sereno (1999) hält das Typmaterial von Anchisaurus für nicht diagnostisch, das heißt, dass keine Merkmale vorhanden sind, anhand derer man die Gattung von anderen Gattungen wie den verwandten Ammosaurus unterscheiden könne. Konsequent betrachtet er die Anchisauridae als ungültig. Peter Galton und Paul Upchurch (2004) führen die Anchisauridae derweil als gültige Gruppe und definieren sie als alle Gattungen, die näher mit Anchisaurus als mit Melanorosaurus verwandt sind.
Verschiedene Autoren ordneten neben Anchisaurus weitere Gattungen dieser Gruppe zu, diese Zuordnungen variieren jedoch je nach Autor. Othniel Charles Marsh stellte diese Gruppe anfangs als monotypisches Taxon auf, das lediglich den von ihm zeitgleich beschriebenen Anchisaurus enthielt. Anfangs vergab Marsh den Namen Amphisauridae für diese Gruppe, Anchisaurus selbst nannte er anfangs Amphisaurus. Als sich später herausstellte, dass der Name Amphisaurus bereits vergeben war, wurden beide Namen in Anchisaurus und Anchisauridae geändert. Auch Galton (1990) führte Anchisaurus als einzige Gattung dieser Gruppe. Stell (1970) derweil schrieb der Gruppe neben Anchisaurus die Gattungen Thecodontosaurus und Massospondylus zu. Die jüngste Studie, welche die Anchisauridae als gültig anerkennt, stammt von Galton und Upchurch (2004). Diese Autoren ordnen ihr die beiden Gattungen Anchisaurus und Ammosaurus zu. Ammosaurus wurde bereits von Marsh entdeckt, von diesem jedoch als weitere Art von Anchisaurus beschrieben.

## Merkmale
Galton und Upchurch (2004) geben verschiedene gemeinsam abgeleitete Merkmale (Synapomorphien) an, anhand derer sich die Gruppe von anderen Gruppen abgrenzen soll. So beträgt das Längen-Höhen-Verhältnis des längsten postaxialen Halswirbelkörpers mindestens 3,0. Der Deltopectoralkamm, ein Knochenkamm des Oberarmknochens (Humerus), endet auf der Hälfte der Humerus-Länge. Der Präacetabularprozess des Darmbeins endet vor dem distalen Ende des Pubis-Prozesses; beide Knochenkämme stehen von der Seite betrachtet zudem im engen Winkel zueinander.

## Systematik
Traditionell wird diese Gruppe zu den Prosauropoden gezählt, welche als Vorläufergruppe oder Schwestergruppe der Sauropoden betrachtet werden. Derzeit ist umstritten, ob die Prosauropoden eine monophyletische Gruppe sind. Eine neuere Studie von Adam Yates kommt zu dem Schluss, dass Anchisaurus tatsächlich nahe mit den Sauropoden verwandt war, viel näher als Prosauropoden wie beispielsweise Plateosaurus.